# Recklinghausen járás
Recklinghausen járás egy járás Észak-Rajna-Vesztfália tartományban. 

## Városok

- Castrop-Rauxel
- Datteln
- Dorsten
- Gladbeck
- Haltern am See
- Herten
- Marl
- Oer-Erkenschwick
- Recklinghausen
- Waltrop

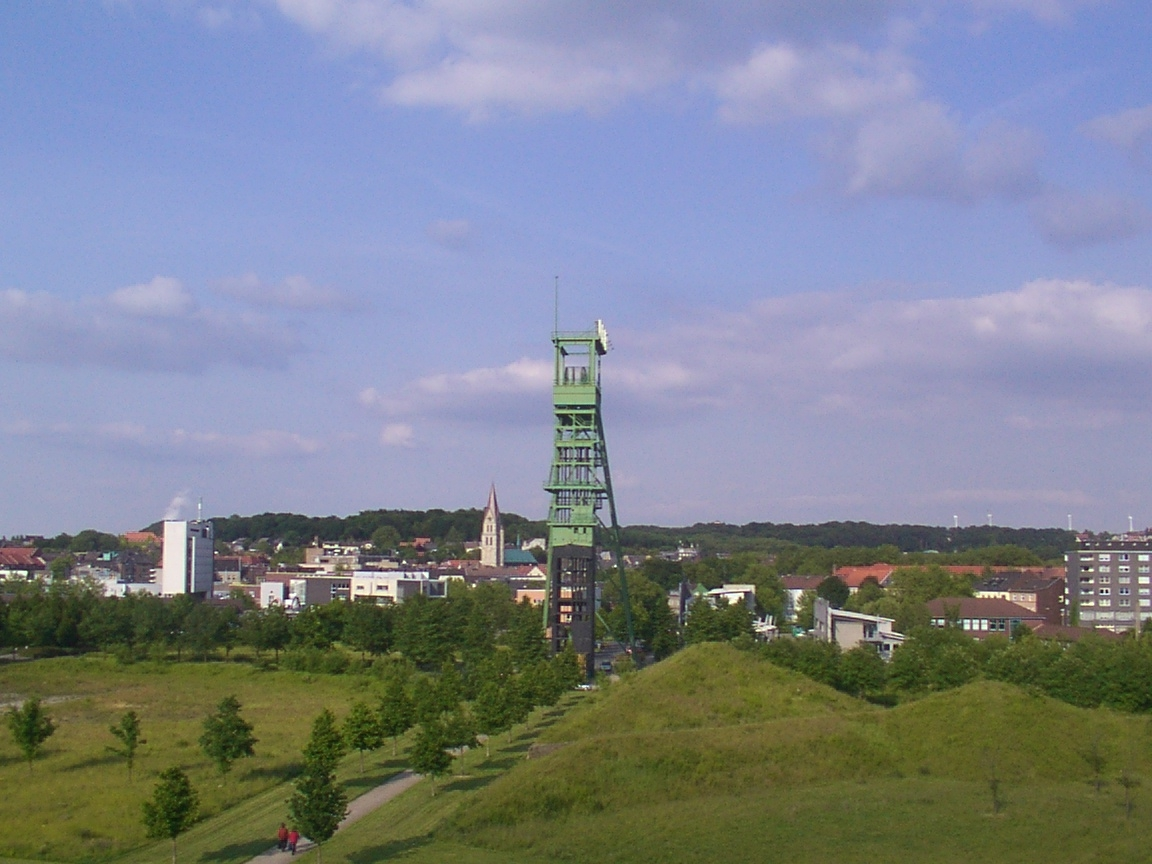
Castrop
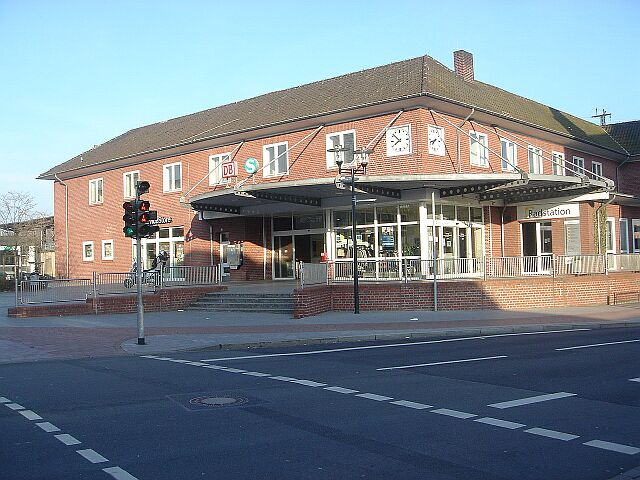
Vasútállomás Rauxel
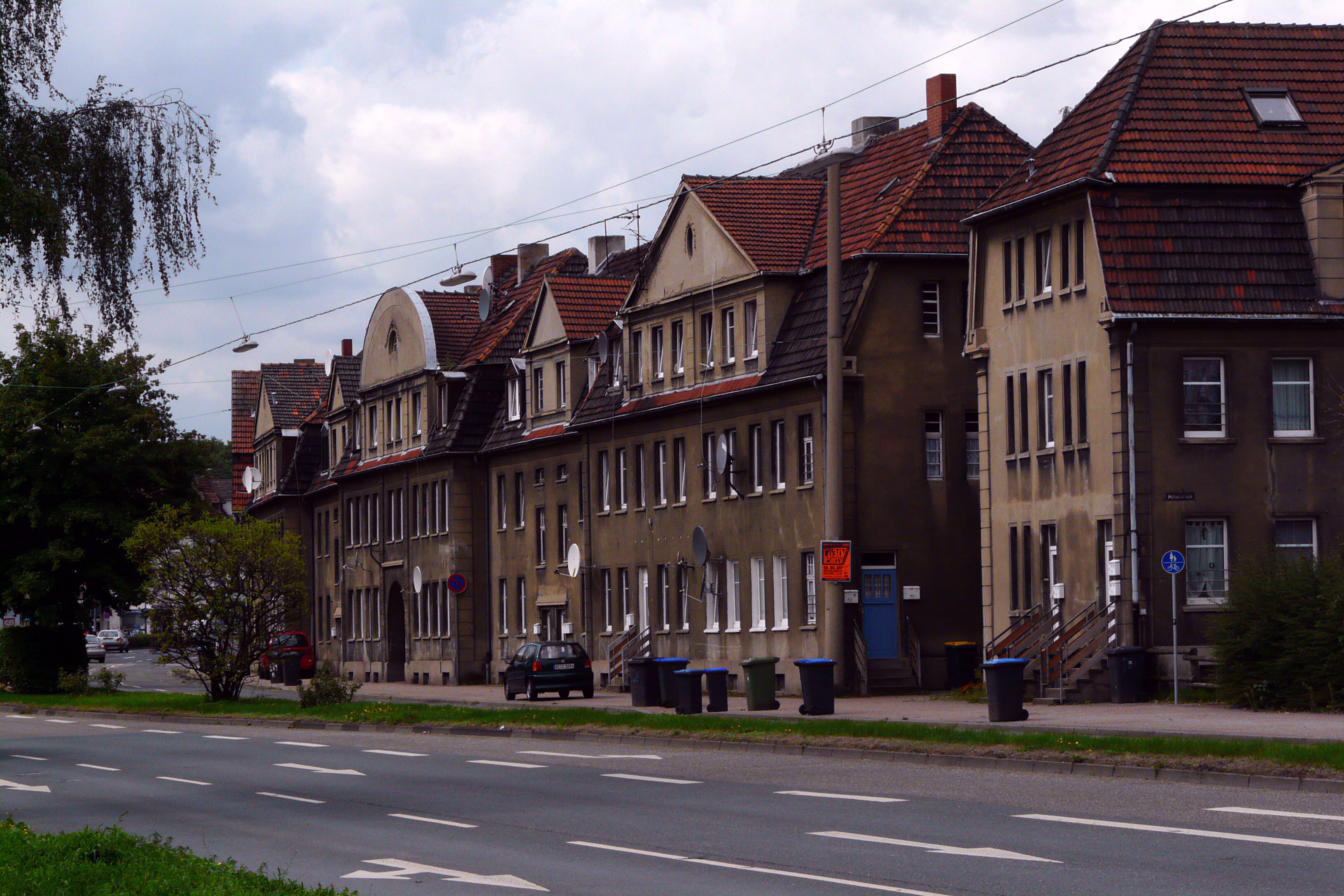
Datteln
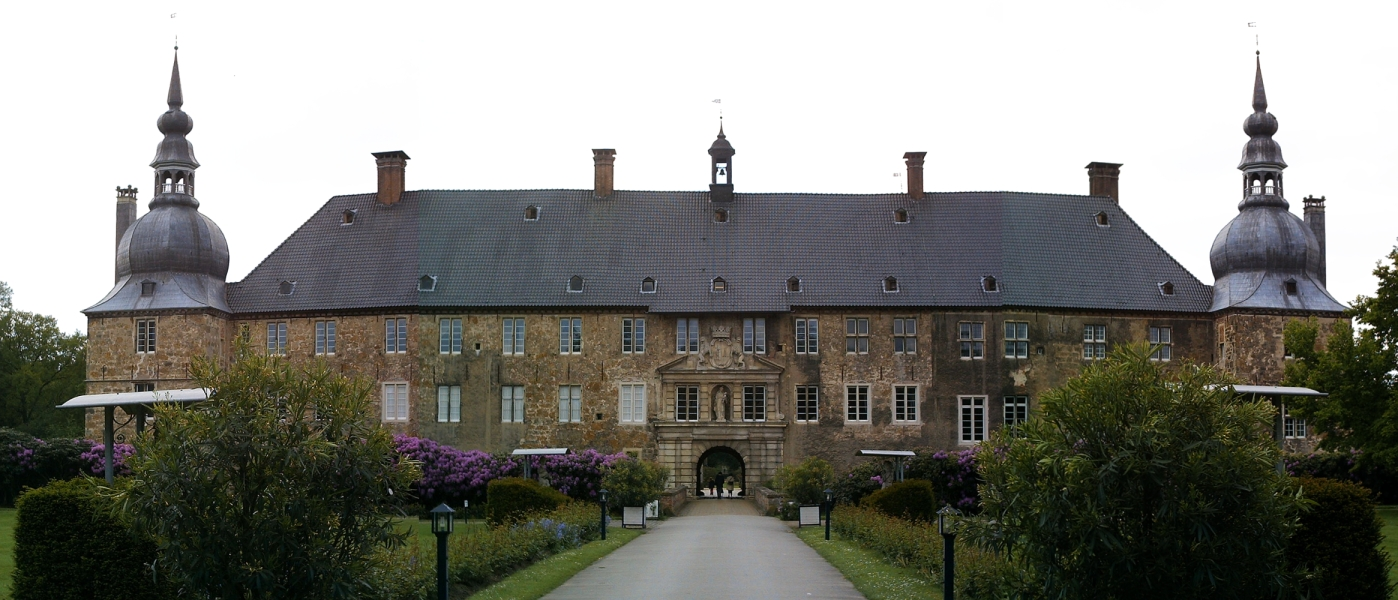
Dorsten, lembecki kastély
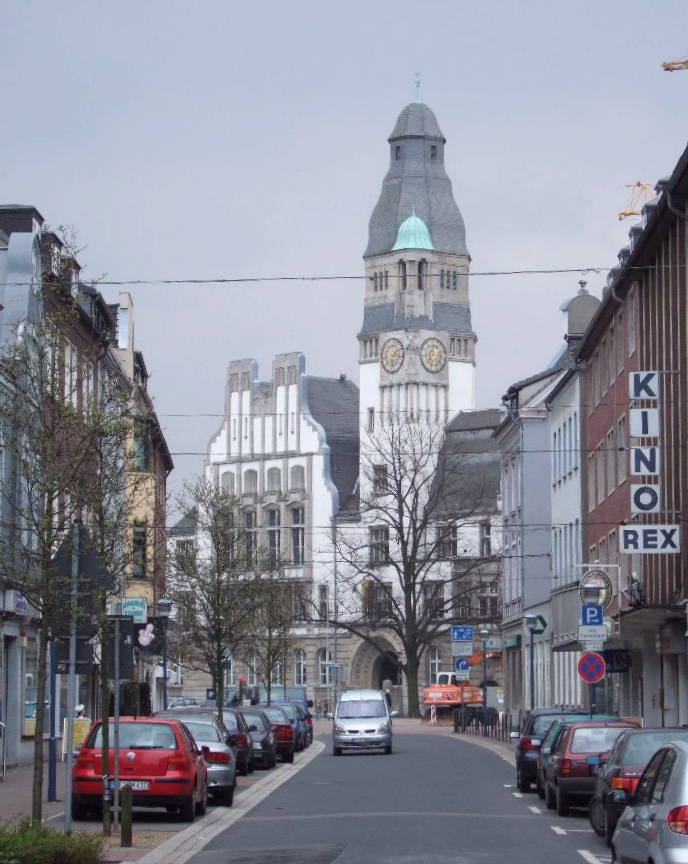
Gladbeck
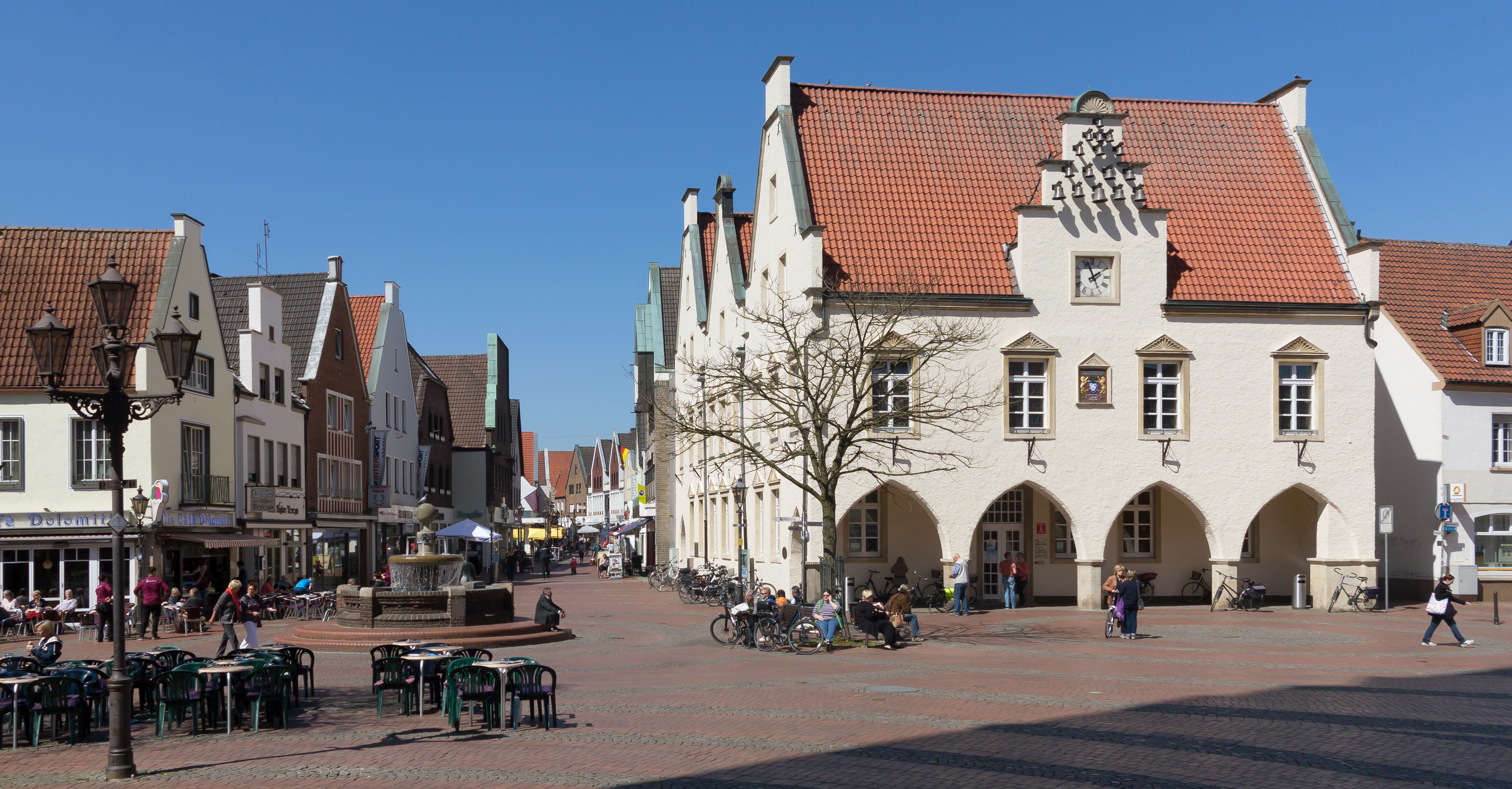
Haltern am See
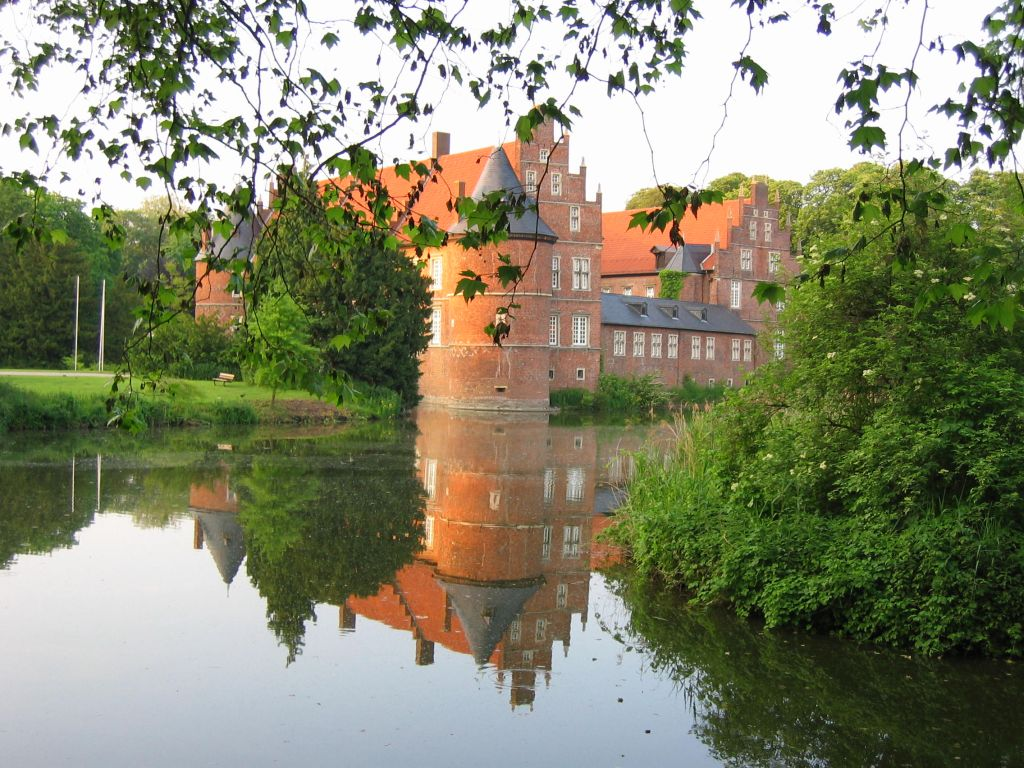
Herten
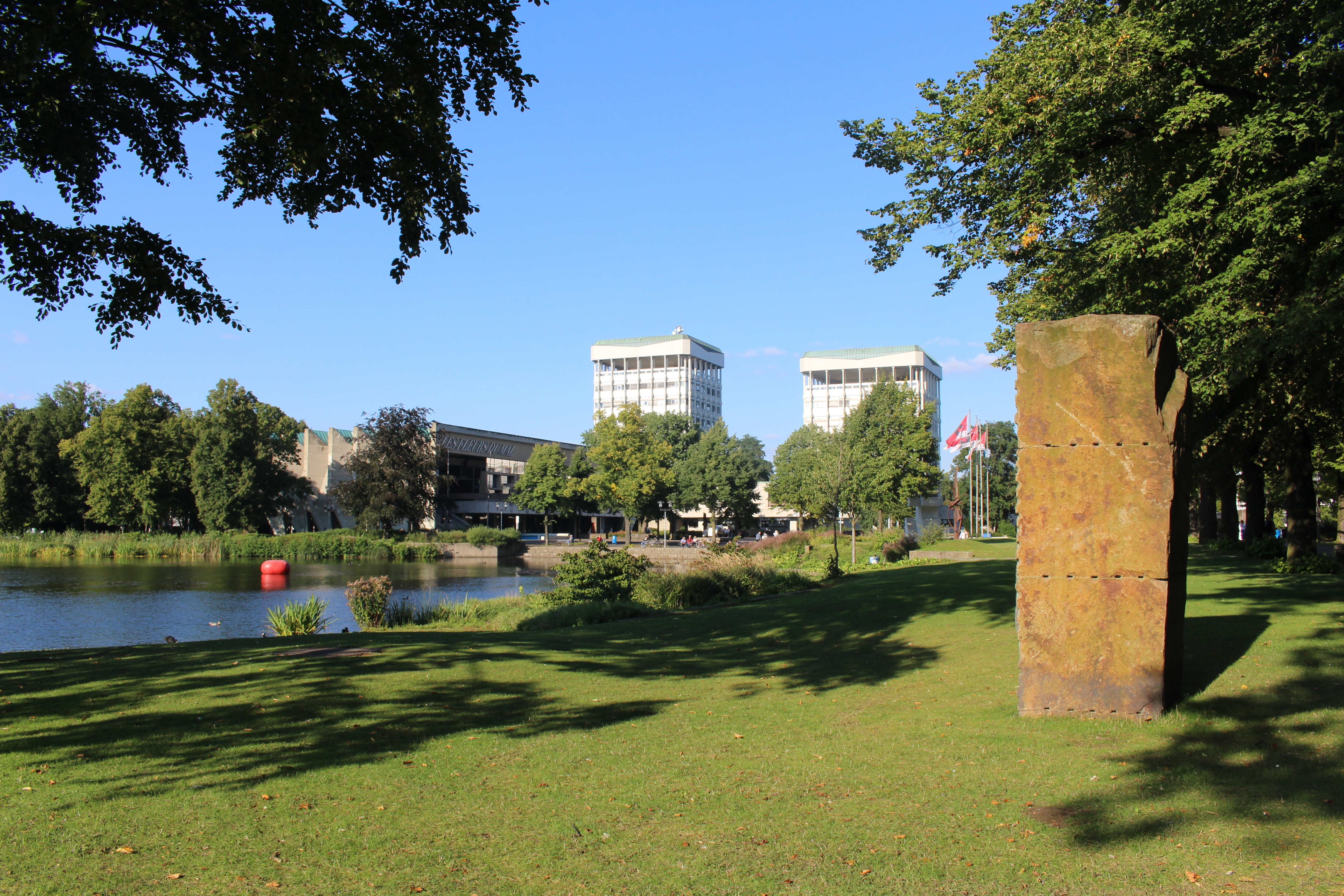
Marl
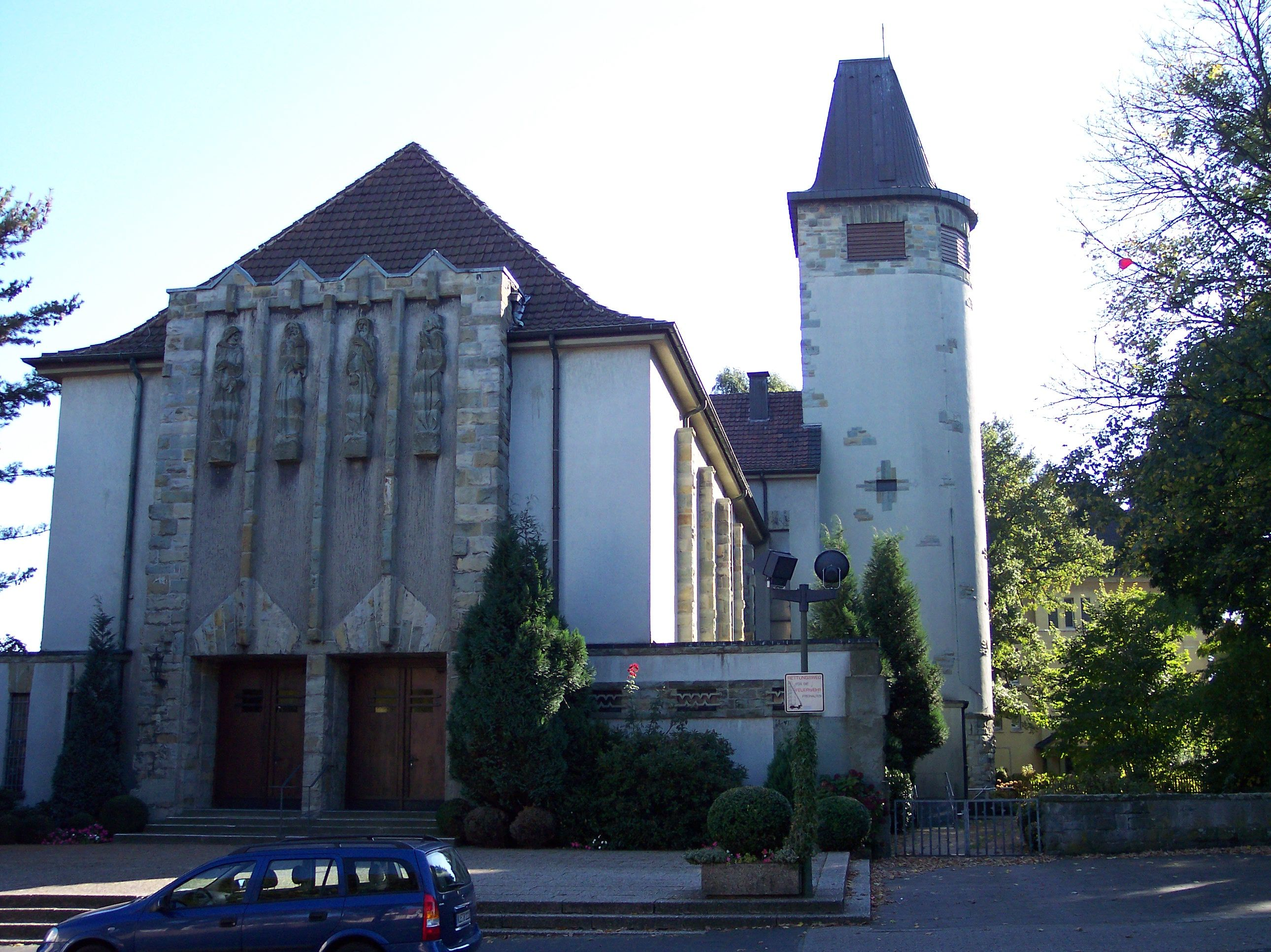
Oer-Erkenschwick
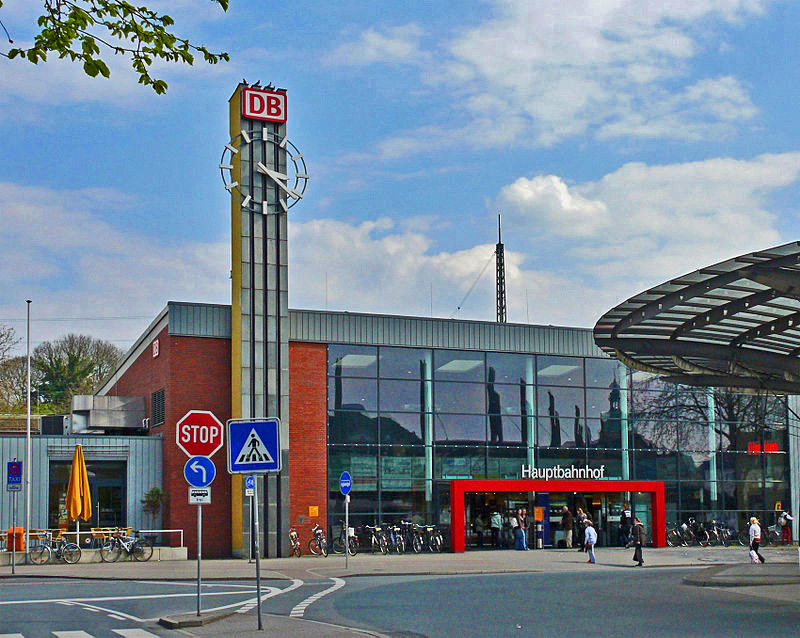
Vasútállomás Recklinghausen
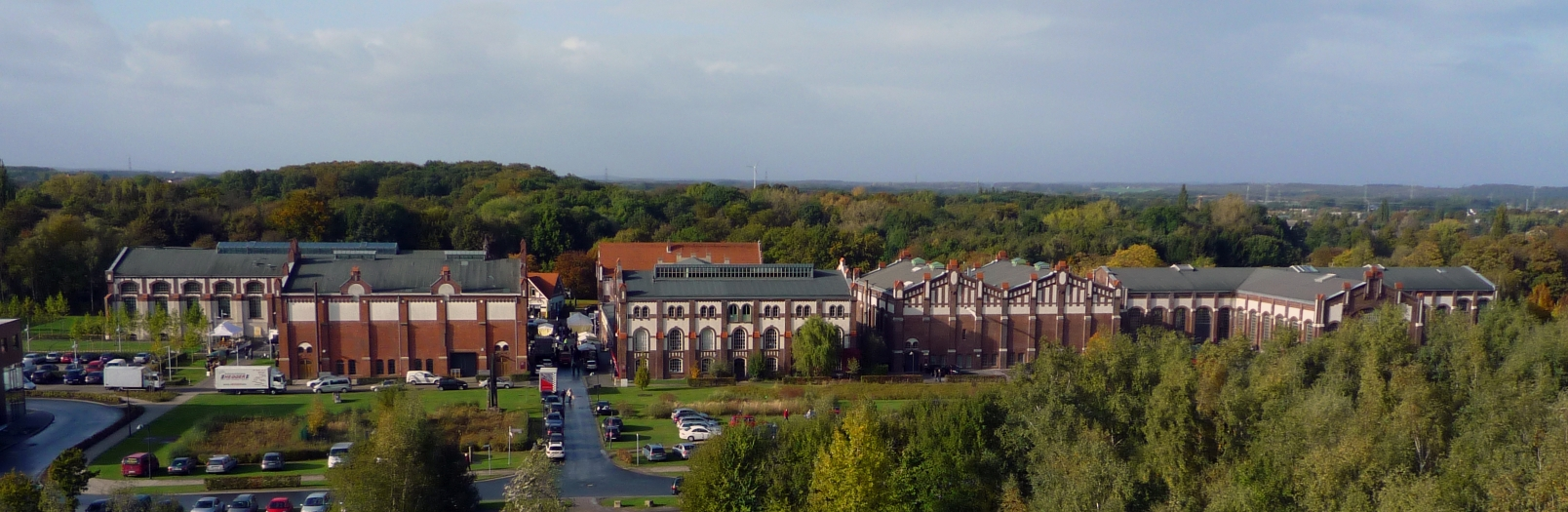
Waltrop

## Fordítás
- Ez a szócikk részben vagy egészben  a   Kreis Recklinghausen című német Wikipédia-szócikk fordításán alapul.  Az eredeti cikk szerkesztőit annak laptörténete sorolja fel. Ez a jelzés csupán a megfogalmazás eredetét és a szerzői jogokat jelzi, nem szolgál a cikkben szereplő információk forrásmegjelöléseként.